# Qvale Mangusta
Qvale Mangusta (De Tomaso Biguà) — спортивний автомобіль італійської компанії Qvale, який виробляли за ліцензією компанії De Tomaso.

## Історія
Технічний директор Maserati Джордано Казаріні у Великій Британії побачив модель TVR Griffith, яка вразила його технічним рівнем і обсягами продажів невеликої компанії (1993/94). Александро де Томазо після відновлення від перенесеного інсульту намагався призупинити занепад компанії De Tomaso. Казаріні порадив йому створити «італійський TVR» і взявся за його проектування. Для моделі хотіли використати новий мотор V8 Ford Modular 281 CID об'ємом 4601 см³, але компанія Ford ще не могла забезпечити його постачання. Казаріні розпочав пошук нового мотора, але зрештою Ford Motor Company повідомила про готовність поставляти мотор з коробкою передач, інше обладнання.
Александро де Томасо розробляв модель De Tomaso Biguà у надії врятувати свою компанію, що продала лише 40 машин раніших моделей за 1990–1994 роки. Він залучив до роботи дизайнера Марчелло Гандіні.

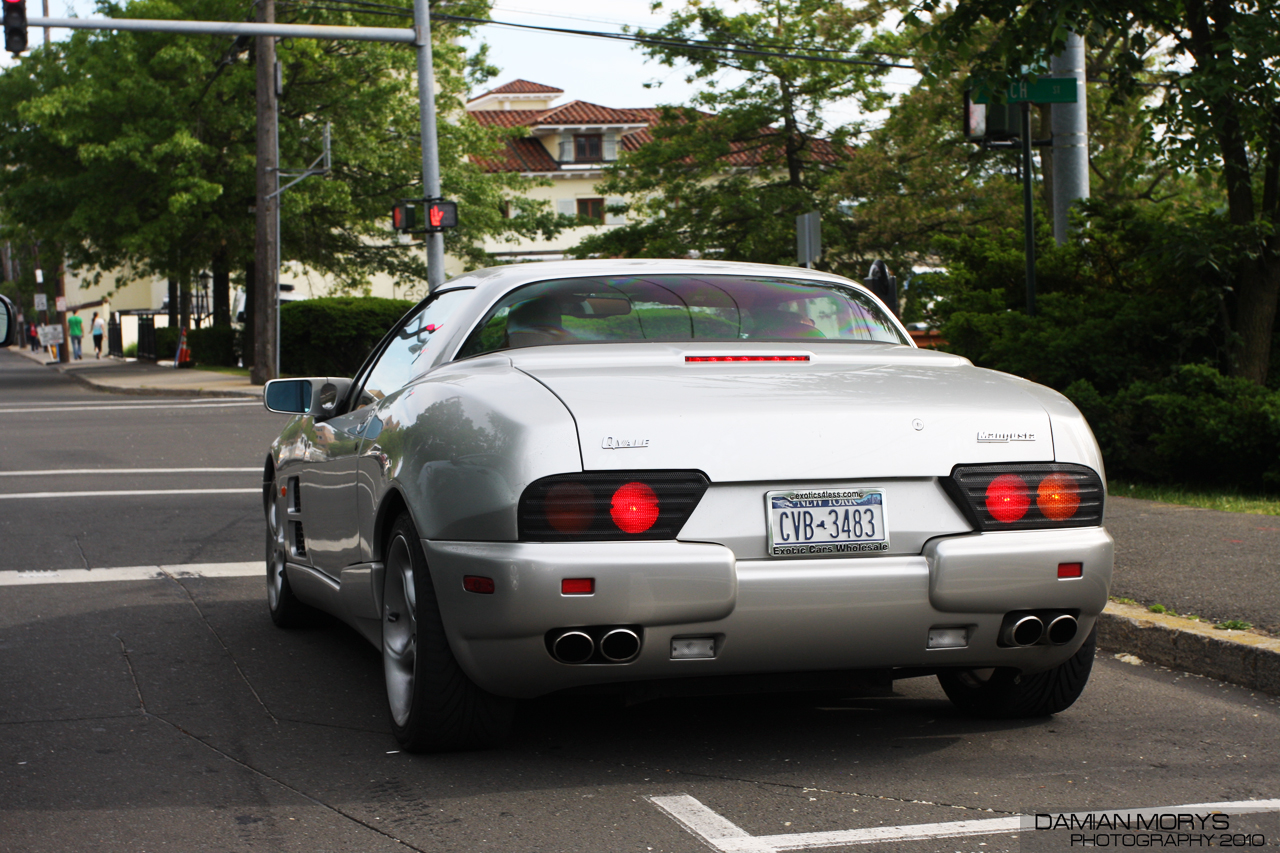
Qvale Mangusta. Задня частина

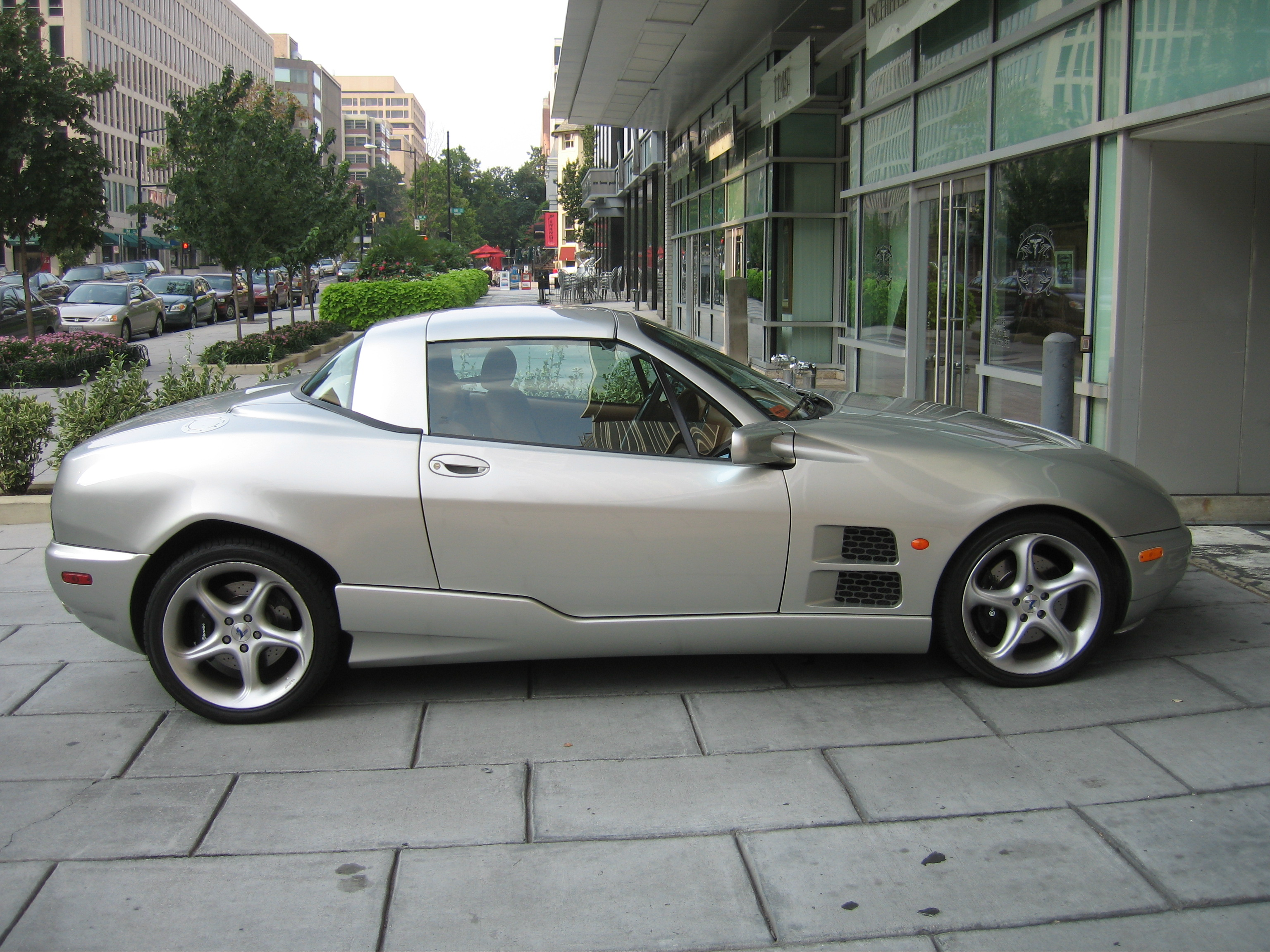

Прототип De Tomaso Biguà презентували 1996 на Женевському автосалоні 1996 року. Оскільки компанія De Tomaso самостійно не могла розпочати серійне виробництво через відсутність необхідних коштів, то розпочали фінансово спроможного партнера. Через стан здоров'я де Томазо італійський уряд відмовився надати допомогу. Інвесторами стали американські автодилери машин Maserati Кєлл Квале і його син Брюс. За угодою вони отримали право виробництво моделі De Tomaso Biguà на своєму заводі Qvale у США і вільно їх продавати. Майже відразу модель перейменували у Qvale Mangusta, що мало б нагадувати успішну модель De Tomaso Mangusta з 1960-х років. Через недоліки контракту усі авто мали продавати під назвою Qvale Mangusta. З перших готових авто довелось знімати логотипи De Tomaso і замінювати на Qvale. Лише у Італії та Великої Британії продавали авто De Tomaso Mangusta.
У Модені 1999 зібрали перші прототипи. Загалом було вироблено 292 авто, призначених переважно для ринку США, де Брюс Квале заклав свою команду для автоперегонів «Mangusta». Однак амбіції Квале відіграли негативну роль у долі даної моделі. Невідома компанія з важковимовною незрозумілою назвою не викликала довіри і зацікавленості у покупців. На 2002 виробництво припинили. На початку 2003 завод і модель Mangusta купила компанія MG Rover Group. На основі платформи Qvale Mangusta розробили модель MG XPower SV. Модель на 2000 рік вартувала 85.000 євро.

### Конструкція
Шасі розробив колишній конструктор болідів Формули І Енріке Скалаброні. Елементи кузова отримують методом лазерної порізки, після чого їх покривають цинком. Їх надавали форми спеціальним полімером RTM у французькій компанії Stratime Cappelo Systems з Віллер-Котре, що виготовляла корпуси для Alfa Romeo SZ, Lotus Elan. Готові деталі фарбувала італійська компанія Rovercoat S.p.A. Значну увагу надали жорсткості конструкції, більш ніж у 4 рази перевищувала тодішні показники. При фронтальному зіткненні мотор зміщувався в сторону, розсіюючи значну частину енергії зіткнення. Незалежна передня і задня підвіски використовували подвійні поперечні важелі з пружинами і стабілізаторами поперечної стійкості. Гандіні розробив систему складного даху по типу тарга, у якій задню частину електропривід ховає у порожнину позаду сидінь. Більшість поверхонь салону покривали шкірою.

## Джерела

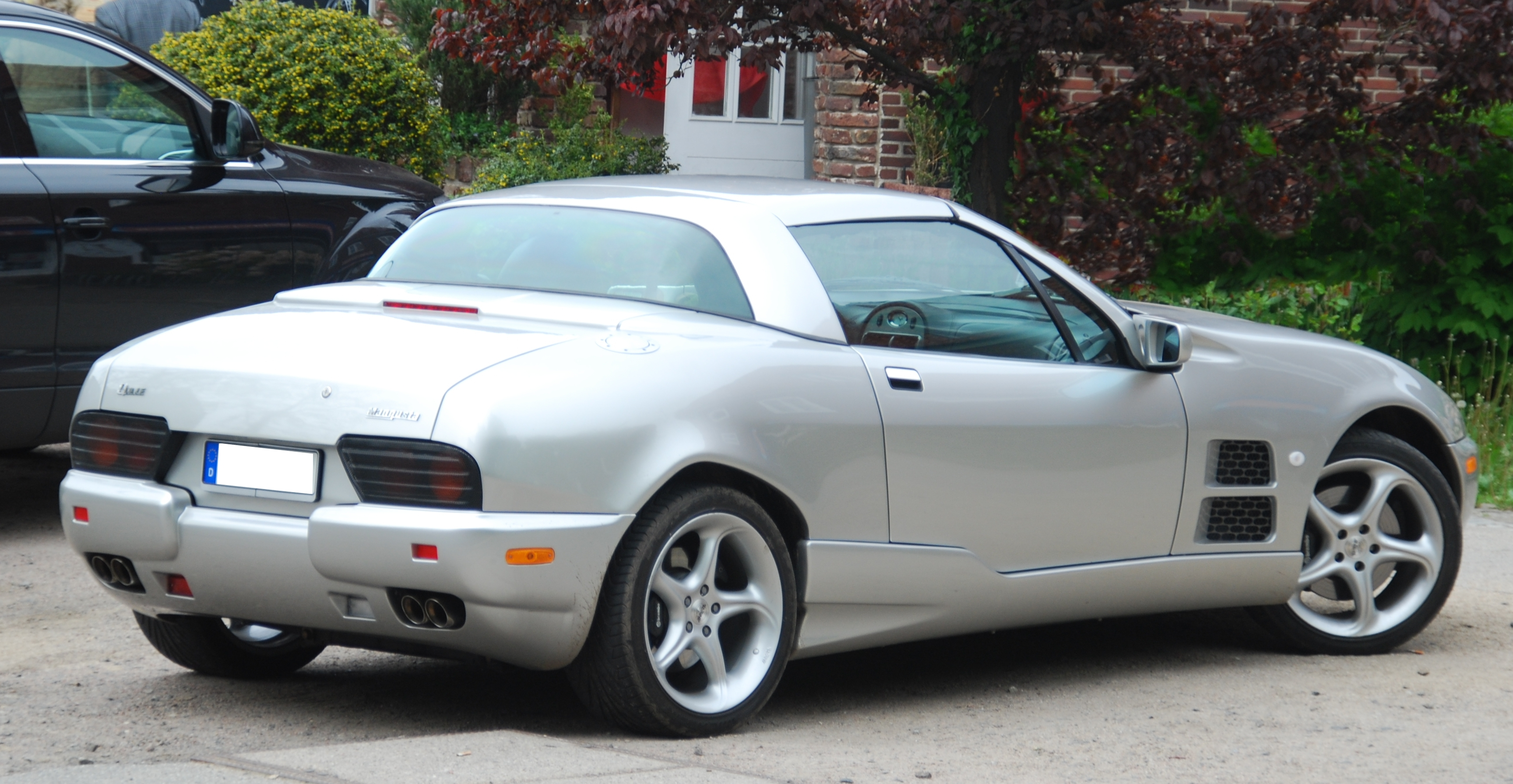
Qvale Mangusta